# Haploops dellavallei
Haploops dellavallei is een vlokreeftensoort uit de familie van de Ampeliscidae. De wetenschappelijke naam van de soort is voor het eerst geldig gepubliceerd in 1893 door Stebbing.